# マクシミリアーノ・オリベーラ
マクシミリアーノ・マルティン・オリベーラ・デ・アンドレア（スペイン語: Maximiliano Martín Olivera De Andrea、1992年3月5日 - ）は、ウルグアイ・モンテビデオ出身のサッカー選手。リーガMX・FCフアレス所属。ポジションはディフェンダー。

## 経歴

### クラブ

#### 初期
出身地モンテビデオのクラブであるCAリーベル・プレートの育成部門でサッカーのキャリアを始める。2005年、オリベーラが13歳のときに同じくモンテビデオを本拠地とするモンテビデオ・ワンダラーズFCのユース部門に引き抜かれ、以後育成期間は同クラブに所属した。

#### ウルグアイ時代
2010年、18歳でプリメーラ・ディビシオン(ウルグアイサッカーの1部リーグ)にデビューを果たす。デビュー初年度は6試合出場にとどまったが、続く2011-12シーズンには17試合出場、2012-13シーズンには26試合出場し、3得点した。2013-14シーズンからはレギュラーに定着し、南米のクラブチームの国際大会であるコパ・スダメリカーナにもデビューした。2016年にはクラブでの活躍が評価され、ウルグアイで最多リーグ優勝数を誇る強豪クラブのCAペニャロールにシーズン途中で移籍することになった。
CAペニャロールでは途中から加入したもの、パーソナリティを認められリーグ優勝争いをするチームでキャプテンを任された。このシーズンは後半戦13試合に出場し、3年ぶりとなるプリメーラ・ディビシオン制覇に大きく貢献した。

#### フィオレンティーナ
2016年8月31日の移籍期限最終日に、イタリアセリエA所属のACFフィオレンティーナが買取義務が付いたローン移籍にてオリベーラを獲得したことを、同クラブ公式サイトにより発表した。

#### FCフアレス
2021年7月19日、FCフアレスに移籍。

### 代表
2011年にコロンビアで行われたFIFA U-20ワールドカップのU-20ウルグアイ代表に選出され、同大会には予選を含め6試合出場したが、チームはグループリーグで敗退した。

## 人物
ウルグアイの強豪クラブCAペニャロールにて、2015-2016シーズンのリーグ優勝を果たしたチームでキャプテンを務めた選手である。ポジションはキャリアを通じて左のサイドバックを主戦場とし、3バックのシステムでは左のセンターバックでプレーすることも可能である。前述のリーグ優勝での活躍から2016年時点でウルグアイ最高のサイドバックと評価された。元ウルグアイのサッカー選手で2016年にCAペニャロールのスポーツディレクターであったフアン・アウントチャインは、「オリベーラがペニャロールに在籍したのは短い期間であったが、真のリーダーであった。個人技と偉大なパーソナリティを備えたプレーヤーだ。」と評している。

## エピソード
- 2016年にフィオレンティーナに移籍したことで、U-20ウルグアイ代表でチームメイトであったマティアス・ベシーノと再びチームメイトとなった。

## タイトル

### クラブ
- プリメーラ・ディビシオン優勝 : 1回 (2015-2016)
- リーガ・パラグアージャ優勝 : 2回 (2019A, 2019C)